# Turó de la Soleia
El Turó de la Soleia és una muntanya de 888 metres que es troba al municipi de Viladrau, a la comarca d'Osona.